# Діззі Рід
Даррен Артур «Діззі» Рід (народився 18 червня 1963) — американський музикант і актор. Він найбільш відомий як клавішник хард-рок-гурту Guns N' Roses, з яким він грав, гастролював і записувався з 1990 року.
Крім вокаліста Ексла Роуза, Рід є найдавнішим учасником Guns N' Roses і був єдиним учасником гурту, який залишився з епохи Use Your Illusion до повернення гітариста Слеша та бас-гітариста Даффа МакКагана в 2016 році.
У 2012 році Рід був прийнятий до Зали слави рок-н-ролу як учасник Guns N' Roses, хоча він не був присутній на церемонії. 

## Дискографія
Guns N' Roses
- Use Your Illusion I (1991)
- Use Your Illusion II (1991)
- «"The Spaghetti Incident?"» (1993)
- Chinese Democracy (2008)

The Dead Daisies
- The Dead Daisies (2013)
- Revolución (2015)

Джонні Креш
- Unfinished Business (2008)